# Rożnów (województwo dolnośląskie)
Rożnów – wieś w Polsce położona w województwie dolnośląskim, w powiecie strzelińskim, w gminie Przeworno.
W latach 1975–1998 miejscowość położona była w województwie wałbrzyskim.